# Paul Grümmer
Paul Grümmer   (Gera, 26 de febrer de 1879 - Zug, 30 d'octubre de 1965) fou un alemany violoncel·lista i professor.

## Biografia
Fill del director d'orquestra de la ciutat Detlev Grummer (m. 1925), del qual va estudiar violí. El 1893 va passar al violoncel, va estudiar durant un any amb músics de la ciutat i el 1894-1898. Va estudiar al Conservatori de Leipzig amb Julius Klengel. En els darrers anys del segle, durant els mesos d'estiu, va tocar als resorts de Westerland, Ost-Divenov i Mayorengof.
A principis del segle xx va viure i treballar a Londres. Després va ser el primer violoncel de l'orquestra de la Societat de Concerts de Viena i de l'orquestra de l'Òpera de Viena, el 1919-1930 va tocar el violoncel al quartet d'Adolf Busch. A més, els anys 1929 i 1937-1940. va tocar al quartet Wilhelm Stross, el 1942-1944. membre del "Trio of Masters" amb Michael Raucheisen i Vash Przhigoda.
Va ensenyar al Conservatori de Viena, on entre els seus alumnes hi havia, en particular, Hermann Busch i Nikolaus Harnoncourt, al Conservatori de Colònia (1926-1932), a Berlín. Va escriure diversos llibres musicals i pedagògics i un llibre de memòries “Reunions. De la vida d'un violoncel·lista" (alemany: Begegnungen. Aus dem Leben eines Violoncellisten; Múnic, 1963). Va editar edicions d'obres de Bach i Beethoven.
Grummer va ser un dels primers violoncel·listes que es va fascinar amb el renaixement de la viola da gamba. Amb aquest instrument va donar molts concerts, va tocar en conjunt (incloent-hi Wanda Landowska.), i també va escriure un dels primers llibres de text moderns per tocar la viola de gamba (Leipzig, 1928). Entre els estudiants de Grummer, en particular, August Wenzinger.
El seu germà, Detlev Grümmer - violinista, concertista de l'orquestra d'Aquisgrà, va morir el 1944 durant un atemptat; la seva dona és la cantant Elisabeth Grümmer. La filla de Grummer, Sylvia Grummer (1911-2012) també era interpret de gamba, però el 1944 va resultar ferida quan una bomba aèria va impactar la casa dels Grummer a Viena i es va veure obligada a deixar la música durant més de 30 anys, treballant en un sanatori mèdic a Suïssa.
Entre les seves obres pedagògiques cal citar:
- "Die Grundlage der Klassischen and Virtuosen Technik auf dem Violoncello" oder "Les bases de la tècnica i de la virtuosité de violoncelle" ("La base de la tècnica clàssica i virtuosa del toc de violoncel"), Edició Universal, Viena, 1942.
- Harmonische neue tägliche Übungen: für Violoncello ("Nous exercicis diaris harmònics: per a violoncel"), Bote & Bock, Berlín, 1954.